# 皮普伊萬山
48°2′52″N 24°37′40″E / 48.04778°N 24.62778°E

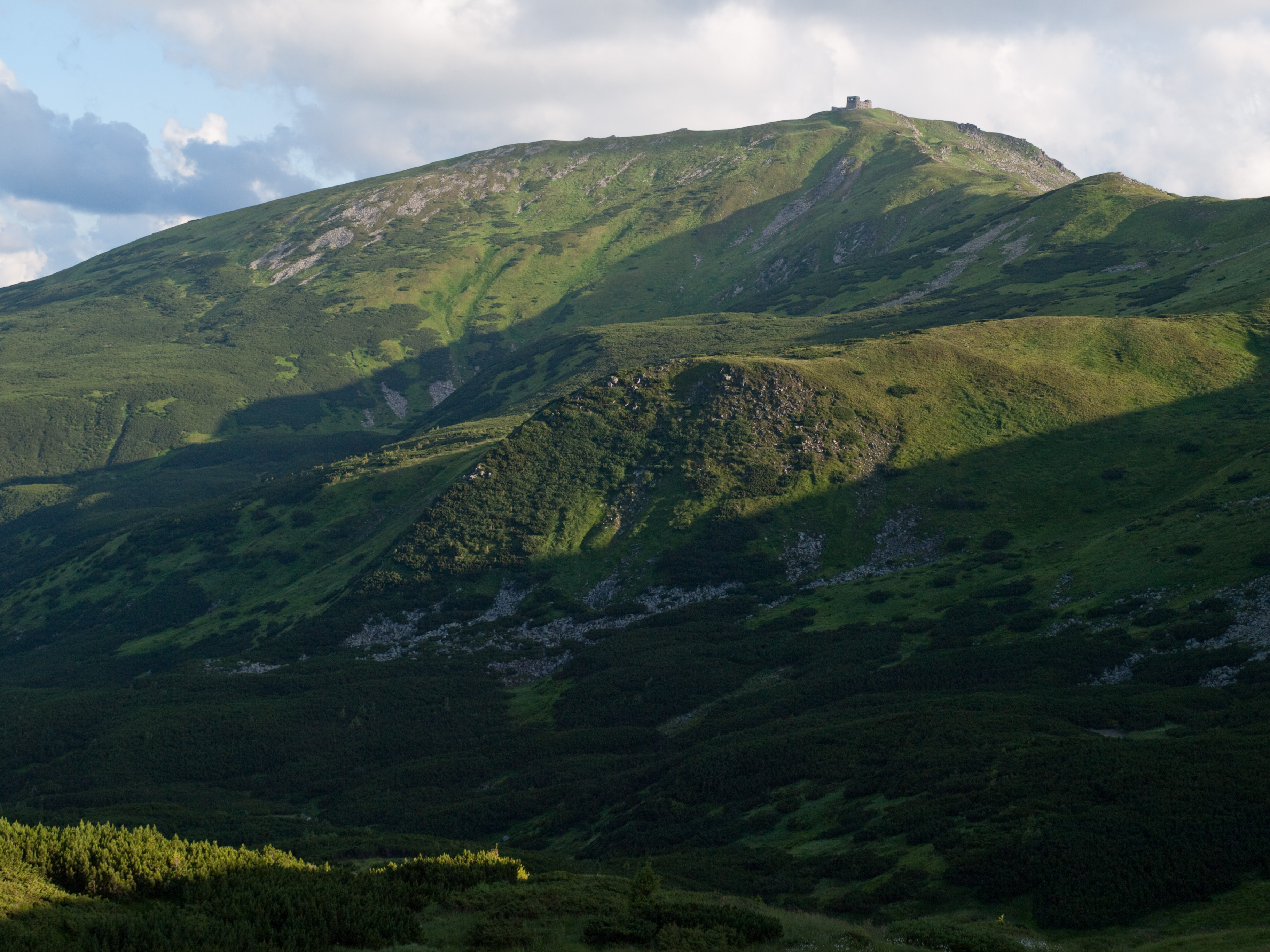

皮普伊萬山是烏克蘭的山峰，位於該國西部，處於伊萬諾-弗蘭科夫斯克州，屬於喬爾諾戈拉山脈的一部分，海拔高度2,022米，是該國第三高峰。